# Liste der Kulturdenkmale in Ebersdorf (Löbau)
In der Liste der Kulturdenkmale in Ebersdorf sind die Kulturdenkmale des Ortsteils Ebersdorf der Großen Kreisstadt Löbau verzeichnet, die bis Dezember 2018 vom Landesamt für Denkmalpflege Sachsen erfasst wurden (ohne archäologische Kulturdenkmale). Die Anmerkungen sind zu beachten.

## Liste der Kulturdenkmale in Ebersdorf
| Bild                                    | Bezeichnung | Lage                                                                    | Datierung | Beschreibung | ID       |
| --------------------------------------- | --- | ----------------------------------------------------------------------- | --- | --- | -------- |
| Weitere Bilder                          | Gedenkstein für die Opfer des Faschismus                                                                                 | (bei der Jäckelbaude, am Ende des Jäckelwegs, Flurstück 1115/1) (Karte) | Nach 1945 | Ortsgeschichtlich von Bedeutung | 08960672 |
| Weitere Bilder                          | Vierseithof mit Wohnhaus (Umgebinde) und vier Seitengebäuden                                                             | Am Denkmal 4 (Karte)                                                    | 18. Jahrhundert (Bauernhaus); um 1900 (Seitengebäude)                                                                                | Teils Fachwerk, baugeschichtlich und wirtschaftsgeschichtlich von Bedeutung                                                                              | 08960684 |
| Weitere Bilder                          | Zwei Scheunen eines Vierseithofes                                                                                        | Am Hang 5 (Karte)                                                       | Um 1850; nach 1900 | Baugeschichtlich und wirtschaftsgeschichtlich von Bedeutung                                                                                              | 08960667 |
| Weitere Bilder                          | Wohnmühlenhaus und drei Seitengebäude eines Mühlenanwesens sowie alte Hofpflasterung und Mühlsteine im Hof (Rittermühle) | Am Mühlgraben 1 (Karte)                                                 | 2. Hälfte 19. Jahrhundert (Wohnmühlenhaus); bezeichnet mit 1862 (Dach, Seitengebäude); bezeichnet mit 1894 (Wetterfahne Mahlgebäude) | Baugeschichtlich und ortsgeschichtlich von Bedeutung | 08960644 |
|                                         | Gedenkstein zur Erinnerung an die Schlacht vom 9. September 1813 bei Ebersdorf                                           | Am Sportplatz (Ecke Obere Dorfstraße) (Karte)                           | 1913 | Ortsgeschichtlich von Bedeutung | 08960657 |
| Weitere Bilder                          | Wohnhaus | Am Sportplatz 1 (Karte)                                                 | 1. Hälfte 19. Jahrhundert | Obergeschoss Fachwerk, baugeschichtlich von Bedeutung | 08960664 |
|                                         | Scheune eines Rittergutes                                                                                                | Am Sportplatz 16 (Karte)                                                | Um 1850 | Baugeschichtlich und ortsgeschichtlich von Bedeutung | 08960656 |
|                                         | Wohnstallhaus und zwei Scheunen eines Dreiseithofes                                                                      | An der Hohle 2 (Karte)                                                  | 19. Jahrhundert | Baugeschichtlich und wirtschaftsgeschichtlich von Bedeutung                                                                                              | 08960660 |
|                                         | Wohnstallhaus mit angebautem Backhaus, Scheune, Seitengebäude und Einfriedungsmauer eines Bauernhofes                    | An der Hohle 5 (Karte)                                                  | Um 1800 (Wohnstallhaus); 19. Jahrhundert (Scheune)                                                                                   | Wohnstallhaus Obergeschoss Fachwerk, Fachwerk-Scheune, baugeschichtlich und wirtschaftsgeschichtlich von Bedeutung                                       | 08960650 |
|                                         | Wohnstallhaus, Scheune und angebautes Seitengebäude eines Dreiseithofes                                                  | An der Hohle 6 (Karte)                                                  | Um 1850 | Wohnstallhaus Obergeschoss Fachwerk, baugeschichtlich und wirtschaftsgeschichtlich von Bedeutung                                                         | 08960652 |
|                                         | Wohnstallhaus | An der Hohle 9 (Karte)                                                  | 1. Hälfte 19. Jahrhundert | Giebelseite im Obergeschoss Fachwerk, baugeschichtlich von Bedeutung                                                                                     | 08960654 |
|                                         | Wohnstallhaus und zwei Seitengebäude eines Dreiseithofes                                                                 | An der Hohle 10 (Karte)                                                 | Bezeichnet mit 1848 (Türstock) | Alle Bauten massiv in Feldstein, baugeschichtlich und wirtschaftsgeschichtlich von Bedeutung                                                             | 08960655 |
|                                         | Wohnhaus (Umgebinde) | Ebersdorfer Weg 19 (Karte)                                              | Anfang 19. Jahrhundert | Das Fachwerk-Obergeschoss verbrettert, baugeschichtlich und sozialgeschichtlich von Bedeutung                                                            | 09300045 |
|                                         | Wohnstallhaus | Liebesdörfel 5 (Karte)                                                  | 1. Hälfte 18. Jahrhundert | Obergeschoss Fachwerk, ehemaliger Langständerbau, mit Andreaskreuzen, eines der ältesten erhaltenen Häuser des Ortsteils, baugeschichtlich von Bedeutung | 08960687 |
|                                         | Wohnstallhaus | Neudörfel 14 (Karte)                                                    | 1. Hälfte 19. Jahrhundert | Obergeschoss Fachwerk, baugeschichtlich von Bedeutung | 08960671 |
| Weitere Bilder                          | Wohnstallhaus, Seitengebäude und Scheune eines Dreiseithofes                                                             | Neudörfel 21 (Karte)                                                    | Um 1800 (Wohnstallhaus); bezeichnet mit 1813 (Scheune)                                                                               | Wohnstallhaus mit Fachwerkobergeschoss, baugeschichtlich und wirtschaftsgeschichtlich von Bedeutung                                                      | 08960670 |
|                                         | Wohnstallhaus mit Scheunenteil                                                                                           | Neudörfel 22 (Karte)                                                    | 18. Jahrhundert | Wohnstallhaus mit Fachwerkobergeschoss, baugeschichtlich von Bedeutung                                                                                   | 08960669 |
| Direkt Bild zu diesem Denkmal hochladen | Wohnstallhaus | Neudörfel 25 (Karte)                                                    | 18. Jahrhundert | Obergeschoss Fachwerk, baugeschichtlich von Bedeutung | 08960668 |
| Weitere Bilder                          | Wohnstallhaus | Niedere Dorfstraße 11 (Karte)                                           | 1824 (Auskunft) | Obergeschoss Fachwerk, baugeschichtlich von Bedeutung | 08960659 |
| Weitere Bilder                          | Wohnhaus (Umgebinde) | Niedere Dorfstraße 12 (Karte)                                           | 1723 (Auskunft); nach Brand Anfang des 19. Jahrhunderts neu aufgebaut                                                                | Obergeschoss Fachwerk, Blockstube massiv ersetzt, baugeschichtlich und hausgeschichtlich von Bedeutung                                                   | 08960649 |
|                                         | Wohnhaus (Umgebinde) | Niedere Dorfstraße 14 (Karte)                                           | Um 1850 | Obergeschoss Fachwerk verschiefert und verbrettert, baugeschichtlich und sozialgeschichtlich von Bedeutung                                               | 08960647 |
|                                         | Wohnhaus mit Wirtschaftsteil                                                                                             | Niedere Dorfstraße 15 (Karte)                                           | 1. Hälfte 19. Jahrhundert | Obergeschoss Fachwerk, baugeschichtlich von Bedeutung | 08960646 |
|                                         | Wohnhaus mit Wirtschaftsteil                                                                                             | Niedere Dorfstraße 17 (Karte)                                           | 1. Hälfte 19. Jahrhundert | Obergeschoss Fachwerk, baugeschichtlich von Bedeutung | 08960648 |
|                                         | Wohnhaus | Niedere Dorfstraße 24 (Karte)                                           | Um 1850 | Obergeschoss Fachwerk, baugeschichtlich von Bedeutung | 08960651 |
| Weitere Bilder                          | Wohnhaus (Umgebinde) | Niedere Dorfstraße 26 (Karte)                                           | 18. Jahrhundert | Baugeschichtlich und sozialgeschichtlich von Bedeutung                                                                                                   | 08960677 |
|                                         | Wohnhaus | Niedere Dorfstraße 28 (Karte)                                           | Um 1830 (Auskunft), wahrscheinlich aber 18. Jahrhundert                                                                              | Erd- und Obergeschoss Fachwerk, seltener Langständerbau, baugeschichtlich und hausgeschichtlich von Bedeutung                                            | 08960678 |
|                                         | Wohnhaus mit Oberlaube und Fachwerkanbau                                                                                 | Niedere Dorfstraße 30 (Karte)                                           | 18. Jahrhundert | Obergeschoss Fachwerk, baugeschichtlich und hausgeschichtlich von Bedeutung                                                                              | 08960679 |
| Weitere Bilder                          | Wohnhaus (Umgebinde) | Niedere Dorfstraße 31 (Karte)                                           | Um 1850 | Baugeschichtlich und sozialgeschichtlich von Bedeutung                                                                                                   | 08960675 |
|                                         | Wohnhaus (Umgebinde), mit Anbau                                                                                          | Niedere Dorfstraße 35 (Karte)                                           | Um 1850 | Baugeschichtlich und sozialgeschichtlich von Bedeutung                                                                                                   | 08960676 |
| Weitere Bilder                          | Wohnhaus (Umgebinde) | Niedere Dorfstraße 42 (Karte)                                           | Bezeichnet mit 1709 (Inschrift) | Baugeschichtlich und sozialgeschichtlich von Bedeutung                                                                                                   | 08960674 |
| Weitere Bilder                          | Wohnhaus mit Abseite | Niedere Dorfstraße 43 (Karte)                                           | Bezeichnet mit 1828 | Obergeschoss Fachwerk, Umgebinde mit Langständern, bei Umbau linker Hausteil neu errichtet, baugeschichtlich von Bedeutung                               | 09302404 |
|                                         | Häusleranwesen | Niedere Dorfstraße 46 (Karte)                                           | 1. Hälfte 19. Jahrhundert | Baugeschichtlich und sozialgeschichtlich von Bedeutung                                                                                                   | 08960673 |
| Weitere Bilder                          | Wohnhaus (Umgebinde) | Niedere Dorfstraße 52 (Karte)                                           | Um 1800 | Ohne Anbau, wahrscheinlich alter Gasthof, baugeschichtlich und ortsgeschichtlich von Bedeutung                                                           | 08960666 |
|                                         | Wohnhaus | Niedere Dorfstraße 58 (Karte)                                           | Um 1800 | Obergeschoss Fachwerk, baugeschichtlich von Bedeutung | 08960665 |
| Weitere Bilder                          | Kriegerdenkmal für die Gefallenen des Ersten Weltkrieges mit umgebender Grünanlage und Einfriedung                       | Obere Dorfstraße (Ecke Am Denkmal) (Karte)                              | Nach 1918 | Ortsgeschichtlich von Bedeutung | 08960683 |
|                                         | Wohnhaus | Obere Dorfstraße 7 (Karte)                                              | 1. Hälfte 19. Jahrhundert | Obergeschoss Fachwerk, baugeschichtlich von Bedeutung | 08960680 |
| Direkt Bild zu diesem Denkmal hochladen | Wohnhaus | Obere Dorfstraße 32 (Karte)                                             | 1. Hälfte 19. Jahrhundert | Obergeschoss Fachwerk, ohne Anbau, baugeschichtlich von Bedeutung                                                                                        | 08960685 |
| Weitere Bilder                          | Wohnstallhaus mit angebautem Wirtschaftsteil                                                                             | Obere Dorfstraße 36 (Karte)                                             | Um 1800 | Obergeschoss Fachwerk, baugeschichtlich und wirtschaftsgeschichtlich von Bedeutung                                                                       | 08960686 |
|                                         | Spritzenhaus | Schulberg (Karte)                                                       | Um 1880 | Klinker, ortsgeschichtlich von Bedeutung | 09299847 |
| Weitere Bilder                          | Wohnstallhaus und zwei Scheunen eines Vierseithofes                                                                      | Schulberg 8 (Karte)                                                     | Um 1850 | Wohnstallhaus mit Fachwerkobergeschoss, baugeschichtlich und wirtschaftsgeschichtlich von Bedeutung                                                      | 08960662 |
| Weitere Bilder                          | Wohnhaus des Erbgerichts                                                                                                 | Schulberg 9 (Karte)                                                     | Bezeichnet mit 1839 | Ehemals Vierseithof, baugeschichtlich und ortsgeschichtlich von Bedeutung                                                                                | 08960661 |

## Tabellenlegende
- Bild: Bild des Kulturdenkmals, ggf. zusätzlich mit einem Link zu weiteren Fotos des Kulturdenkmals im Medienarchiv Wikimedia Commons. Wenn man auf das Kamerasymbol klickt, können Fotos zu Kulturdenkmalen aus dieser Liste hochgeladen werden:
- Bezeichnung: Denkmalgeschützte Objekte und ggf. Bauwerksname des Kulturdenkmals
- Lage: Straßenname und Hausnummer oder Flurstücknummer des Kulturdenkmals. Die Grundsortierung der Liste erfolgt nach dieser Adresse. Der Link (Karte) führt zu verschiedenen Kartendiensten mit der Position des Kulturdenkmals. Fehlt dieser Link, wurden die Koordinaten noch nicht eingetragen. Sind diese bekannt, können sie über ein Tool mit einer Kartenansicht einfach nachgetragen werden. In dieser Kartenansicht sind Kulturdenkmale ohne Koordinaten mit einem roten bzw. orangen Marker dargestellt und können durch Verschieben auf die richtige Position in der Karte mit Koordinaten versehen werden. Kulturdenkmale ohne Bild sind an einem blauen bzw. roten Marker erkennbar.
- Datierung: Baubeginn, Fertigstellung, Datum der Erstnennung oder grobe zeitliche Einordnung entsprechend des Eintrags in der sächsischen Denkmaldatenbank
- Beschreibung: Kurzcharakteristik des Kulturdenkmals entsprechend des Eintrags in der sächsischen Denkmaldatenbank, ggf. ergänzt durch die dort nur selten veröffentlichten Erfassungstexte oder zusätzliche Informationen
- ID: Vom Landesamt für Denkmalpflege Sachsen vergebene, das Kulturdenkmal eindeutig identifizierende Objekt-Nummer. Der Link führt zum PDF-Denkmaldokument des Landesamtes für Denkmalpflege Sachsen. Bei ehemaligen Kulturdenkmalen können die Objektnummern unbekannt sein und deshalb fehlen bzw. die Links von aus der Datenbank entfernten Objektnummern ins Leere führen. Ein ggf. vorhandenes Icon  führt zu den Angaben des Kulturdenkmals bei Wikidata.